# Coupe du monde de snowboard 2010-2011
Navigation
Édition précédente Édition suivante
La 17e saison de Coupe du monde de snowboard débutera le 10 octobre 2010 par des épreuves de slalom parallèle à Landgraaf aux Pays-Bas à la suite de l'annulation des manches de Chapelco en Argentine et se terminera le 27 mars 2011 à Arosa (Suisse). Les épreuves masculines et féminines que compte cette saison sont organisées par la Fédération internationale de ski.

## Classements généraux
| Rang | Nom                | Points |
| ---- | ------------------ | ------ |
| 1    | Benjamin Karl      | 4950   |
| 2    | Andreas Prommegger | 4850   |
| 3    | Roland Fischnaller | 4550   |
| 4    | Aaron March        | 3450   |
| 5    | Alex Pullin        | 3270   |
| 6    | Pierre Vaultier    | 3210   |
| 7    | Simon Schoch       | 2870   |
| 8    | Jonathan Cheever   | 2690   |
| 9    | Rok Flander        | 2670   |
| 10   | Rok Marguc         | 2580   |

| Rang | Nom                   | Points |
| ---- | --------------------- | ------ |
| 1    | Ekaterina Tudegesheva | 6000   |
| 2    | Dominique Maltais     | 4800   |
| 3    | Fraenzi Maegert Kohli | 4600   |
| 4    | Alexandra Jekova      | 4040   |
| 5    | Marion Kreiner        | 3700   |
| 6    | Lindsey Jacobellis    | 3610   |
| 7    | Isabella Laboeck      | 3170   |
| 8    | Claudia Riegler       | 3060   |
| 9    | Julia Dujmovits       | 2800   |
| 10   | Doris Guenther        | 2710   |

| Rang | Nom              | Points |
| ---- | ---------------- | ------ |
| 1    | Alex Pullin      | 3270   |
| 2    | Pierre Vaultier  | 3210   |
| 3    | Jonathan Cheever | 2690   |
| 4    | Luca Matteotti   | 2480   |
| 5    | Markus Schairer  | 2160   |

| Rang | Nom                     | Points |
| ---- | ----------------------- | ------ |
| 1    | Dominique Maltais       | 4800   |
| 2    | Alexandra Jekova        | 4040   |
| 3    | Lindsey Jacobellis      | 3610   |
| 4    | Deborah Anthonioz       | 2680   |
| 5    | Callan Chythlook-Sifsof | 2210   |

| Rang | Nom                | Points |
| ---- | ------------------ | ------ |
| 1    | Benjamin Karl      | 5790   |
| 2    | Andreas Prommegger | 5740   |
| 3    | Roland Fischnaller | 5420   |
| 4    | Aaron March        | 3890   |
| 5    | Simon Schoch       | 3450   |

| Rang | Nom                   | Points |
| ---- | --------------------- | ------ |
| 1    | Ekaterina Tudegesheva | 7690   |
| 2    | Fränzi Mägert-Kohli   | 5770   |
| 3    | Marion Kreiner        | 4540   |
| 4    | Claudia Riegler       | 3900   |
| 5    | Isabella Laboeck      | 3510   |

| Rang | Nom                     | Points |
| ---- | ----------------------- | ------ |
| 1    | Nathan Johnstone        | 3510   |
| 2    | Clemens Schattschneider | 2960   |
| 3    | Ryo Aono                | 2800   |
| 4    | Sebastien Toutant       | 2220   |
| 5    | Rocco Van Straten       | 2090   |
| 6    | Stefan Falkeis          | 1770   |
| 7    | Adrian Krainer          | 1760   |
| 8    | Dimi de Jong            | 1710   |
| 9    | Michael Macho           | 1646   |
| 10   | Arthur Longo            | 1600   |

| Rang | Nom                    | Points |
| ---- | ---------------------- | ------ |
| 1    | Cai Xuetong            | 4400   |
| 2    | Holly Crawford         | 3900   |
| 3    | Sun Zhifeng            | 2300   |
| 4    | Mirabelle Thovex       | 2270   |
| 5    | Anne Sophie Pellissier | 1960   |
| 6    | Nadja Purtschert       | 1730   |
| 7    | Xu Xiujuan             | 1460   |
| 8    | Pia Meusburger         | 1450   |
| 9    | Sophie Rodriguez       | 1400   |
| 10   | Katarzyna Rusin        | 1320   |

| Rang | Nom              | Points |
| ---- | ---------------- | ------ |
| 1    | Nathan Johnstone | 3510   |
| 2    | Ryo Aono         | 2800   |
| 3    | Arthur Longo     | 1600   |
| 4    | Zhang Yiwei      | 1470   |
| 5    | Aluan Ricciardi  | 1350   |

| Rang | Nom                    | Points |
| ---- | ---------------------- | ------ |
| 1    | Cai Xuetong            | 4400   |
| 2    | Holly Crawford         | 3900   |
| 3    | Sun Zhifeng            | 2300   |
| 4    | Mirabelle Thovex       | 2270   |
| 5    | Anne Sophie Pellissier | 1960   |

| Rang | Nom                     | Points |
| ---- | ----------------------- | ------ |
| 1    | Clemens Schattschneider | 2960   |
| 2    | Sebastien Toutant       | 2220   |
| 3    | Rocco Van Straten       | 1845   |
| 4    | Stefan Falkeis          | 1770   |
| 5    | Adrian Krainer          | 1676   |

| Rang | Nom             | Points |
| ---- | --------------- | ------ |
| 1    | Katarzyna Rusin | 1000   |
| 1    | Allyson Carroll | 1000   |
| 3    | Anja Stefan     | 800    |
| 3    | Brooke Voigt    | 800    |
| 5    | Pia Meusburger  | 600    |
| 5    | Lou Chabelard   | 600    |

## Calendrier et podiums
Épreuves
| - Big air : BA - Half-pipe : HP - Slalom géant parallèle : PGS | - Slalom parallèle : PSL - Snowboardcross : SBX - Slopestyle : SBS |

### Hommes
| Date                                                                | Lieu                 | Épreuve         | Vainqueur               | Second                 | Troisième               |
| ------------------------------------------------------------------- | -------------------- | --------------- | ----------------------- | ---------------------- | ----------------------- |
| 12/09/2010                                                          | Chapelco             | SBX             | Annulée                 | Annulée                | Annulée                 |
| 10/10/2010                                                          | Landgraaf            | PSL             | Andreas Prommegger      | Roland Fischnaller     | Aaron March             |
| 30/10/2010                                                          | Londres              | BA              | Marko Grilc             | Staale Sandbech        | Seppe Smits             |
| 04/11/2010                                                          | Saas-Fee             | HP              | Tore Viken Holvik       | Ryo Aono               | Mathieu Crepel          |
| 20/11/2010                                                          | Stockholm            | BA              | Sebastien Toutant       | Petja Piiroinen        | Patrick Burgener        |
| 03/12/2010                                                          | Séoul                | BA              | Annulée                 | Annulée                | Annulée                 |
| 07/12/2010                                                          | Lech am Arlberg      | SBX             | Nate Holland            | Tom Velisek            | Mario Fuchs             |
| 08/12/2010                                                          | Lech am Arlberg      | SBX             | Luca Matteotti          | Alex Pullin            | Paul-Henri de Le Rue    |
| 10/12/2010                                                          | Limone Piemonte      | PGS             | Benjamin Karl           | Andreas Prommegger     | Manuel Veith            |
| 11/12/2010                                                          | Limone Piemonte      | PSL             | Roland Fischnaller      | Aaron March            | Roland Haldi            |
| 16/12/2010                                                          | Telluride            | PGS             | Rok Flander             | Kaspar Fluetsch        | Manuel Veith            |
| 17/12/2010                                                          | Telluride            | SBX             | Pierre Vaultier         | Seth Wescott           | Alex Pullin             |
| 18/12/2010                                                          | Telluride            | SBX par équipes | Italie                  | États-Unis             | États-Unis              |
| 09/01/2011                                                          | Bad Gastein          | PSL             | Benjamin Karl           | Aaron March            | Simon Schoch            |
| 14 au 25 janvier 2011 • Championnats du monde à La Molina (Espagne) |                      |                 |                         |                        |                         |
| 26/01/2011                                                          | Denver               | BA              | Rocco van Straten       | Zachary Stone          | Michael Macho           |
| 08/02/2011                                                          | Yongpyong            | SBX             | Annulée                 | Annulée                | Annulée                 |
| 09/02/2011                                                          | Yongpyong            | PSL             | Benjamin Karl           | Siegfried Grabner      | Aaron March             |
| 13/02/2011                                                          | Yabuli               | HP              | Nathan Johnstone        | Zhang Yiwei            | Shi Wancheng            |
| 17/02/2011                                                          | Stoneham             | SBX             | Nick Baumgartner        | Jonathan Cheever       | David Speiser           |
| 18/02/2011                                                          | Stoneham             | HP              | Ryo Aono                | Taku Hiraoka           | Kazuumi Fujita          |
| 19/02/2011                                                          | Stoneham             | BA              | Sebastien Toutant       | Matts Kulisek          | Stefan Falkeis          |
| 20/02/2011                                                          | Stoneham             | PGS             | Benjamin Karl           | Andreas Prommegger     | Matthew Morison         |
| 26/02/2011                                                          | Calgary              | HP              | Ryo Aono                | Nathan Johnstone       | Zhang Yiwei             |
| 26/02/2011                                                          | Calgary              | SBS             | Clemens Schattschneider | Robby Balharry         | Zachary Stone           |
| 05/03/2011                                                          | Moscou               | PSL             | Roland Fischnaller      | Rok Marguc             | Simon Schoch            |
| 11/03/2011                                                          | Bardonecchia         | HP              | Nathan Johnstone        | Johann Baisamy         | Arthur Longo            |
| 13/03/2011                                                          | Bardonecchia         | SBS             | Alexey Sobolev          | Milu Multhaup-Appleton | Clemens Schattschneider |
| 18/03/2011                                                          | Chiesa in Valmalenco | SBX             | Alberto Schiavon        | Jonathan Cheever       | Nate Holland            |
| 19/03/2011                                                          | Chiesa in Valmalenco | PGS             | Sylvain Dufour          | Andreas Prommegger     | Roland Haldi            |
| 24/03/2011                                                          | Arosa                | SBX             | Seth Wescott            | Pierre Vaultier        | Paul-Henri de Le Rue    |
| 25/03/2011                                                          | Arosa                | SBX             | Alex Pullin             | Luca Matteotti         | Nick Baumgartner        |
| 26/03/2011                                                          | Arosa                | HP              | Iouri Podladtchikov     | Jan Scherrer           | Patrick Burgener        |
| 27/03/2011                                                          | Arosa                | PGS             | Andreas Prommegger      | Roland Fischnaller     | Nevin Galmarini         |

### Femmes
| Date                                                                | Lieu                 | Épreuve         | Vainqueur             | Second                  | Troisième                    |
| ------------------------------------------------------------------- | -------------------- | --------------- | --------------------- | ----------------------- | ---------------------------- |
| 12/09/2010                                                          | Chapelco             | SBX             | Annulée               | Annulée                 | Annulée                      |
| 10/10/2010                                                          | Landgraaf            | PSL             | Ekaterina Tudegesheva | Heidi Neururer          | Alena Zavarzina              |
| 04/11/2010                                                          | Saas-Fee             | HP              | Cai Xuetong           | Sun Zhifeng             | Ursina Haller                |
| 07/12/2010                                                          | Lech am Arlberg      | SBX             | Dominique Maltais     | Maëlle Ricker           | Yuka Fujimori                |
| 08/12/2010                                                          | Lech am Arlberg      | SBX             | Dominique Maltais     | Maëlle Ricker           | Alexandra Jekova             |
| 10/12/2010                                                          | Limone Piemonte      | PGS             | Ekaterina Tudegesheva | Alena Zavarzina         | Svetlana Boldykova           |
| 11/12/2010                                                          | Limone Piemonte      | PSL             | Patrizia Kummer       | Fraenzi Maegert-Kohli   | Ekaterina Ilyukhina          |
| 16/12/2010                                                          | Telluride            | PGS             | Fraenzi Maegert-Kohli | Isabella Laboeck        | Ekaterina Tudegesheva        |
| 17/12/2010                                                          | Telluride            | SBX             | Dominique Maltais     | Alexandra Jekova        | Maëlle Ricker                |
| 18/12/2010                                                          | Telluride            | SBX par équipes | États-Unis            | Autriche                | Bulgarie / Norvège           |
| 09/01/2011                                                          | Bad Gastein          | PSL             | Ekaterina Tudegesheva | Marion Kreiner          | Claudia Riegler              |
| 14 au 25 janvier 2011 • Championnats du monde à La Molina (Espagne) |                      |                 |                       |                         |                              |
| 08/02/2011                                                          | Yongpyong            | SBX             | Annulée               | Annulée                 | Annulée                      |
| 09/02/2011                                                          | Yongpyong            | PSL             | Marion Kreiner        | Fraenzi Maegert-Kohli   | Svetlana Boldykova           |
| 13/02/2011                                                          | Yabuli               | HP              | Liu Jiayu             | Cai Xuetong             | Li Shuang                    |
| 17/02/2011                                                          | Stoneham             | SBX             | Lindsey Jacobellis    | Dominique Maltais       | Deborah Anthonioz            |
| 18/02/2011                                                          | Stoneham             | HP              | Cai Xuetong           | Holly Crawford          | Haruna Matsumoto             |
| 20/02/2011                                                          | Stoneham             | PGS             | Ekaterina Tudegesheva | Claudia Riegler         | Marion Kreiner               |
| 26/02/2011                                                          | Calgary              | HP              | Cai Xuetong           | Holly Crawford          | Haruna Matsumoto             |
| 26/02/2011                                                          | Calgary              | SBS             | Allyson Carroll       | Brooke Voigt            | Pia Meusburger               |
| 05/03/2011                                                          | Moscou               | PSL             | Ekaterina Tudegesheva | Tomoka Takeuchi         | Doris Guenther               |
| 11/03/2011                                                          | Bardonecchia         | HP              | Holly Crawford        | Mirabelle Thovex        | Paulina Ligocka-Andrzejewska |
| 13/03/2011                                                          | Bardonecchia         | SBS             | Katarzyna Rusin       | Anja Stefan             | Lou Chabelard                |
| 18/03/2011                                                          | Chiesa in Valmalenco | SBX             | Lindsey Jacobellis    | Eva Samkova             | Deborah Anthonioz            |
| 19/03/2011                                                          | Chiesa in Valmalenco | PGS             | Ekaterina Tudegesheva | Isabella Laboeck        | Julia Dujmovits              |
| 24/03/2011                                                          | Arosa                | SBX             | Alexandra Jekova      | Callan Chythlook-Sifsof | Zoe Gillings                 |
| 25/03/2011                                                          | Arosa                | SBX             | Alexandra Jekova      | Lindsey Jacobellis      | Nelly Moenne-Loccoz          |
| 26/03/2011                                                          | Arosa                | HP              | Queralt Castellet     | Holly Crawford          | Cai Xuetong                  |
| 27/03/2011                                                          | Arosa                | PGS             | Fraenzi Maegert-Kohli | Ekaterina Tudegesheva   | Julia Dujmovits              |